# Andritzer Postfälschung
Unter Andritzer Postfälschung versteht man die Fälschung zweier Werte der österreichischen Portomarkenausgabe von 1925 in Andritz (heute ein Stadtbezirk von Graz) zum Schaden der Post.

## Geschichte
Die beiden Werte zu 24 und 39 Groschen der österreichischen Portomarkenausgabe von 1925, deren Motiv eine einfache Ziffernzeichnung war, wurde von einem arbeitslosen Industrieangestellten aus Andritz gefälscht. Portomarken waren bislang mit keinerlei Schutzmaßnahmen bedacht. Der Grazer Arbeitslose war jedoch mit einer Hilfsbeamtin von der Post verheiratet; seine Frau war beim Postamt Andritz angestellt. Sie brachte nun die von ihrem Mann gefälschten Portomarken in den Verkehr. Das geschah zwischen dem 26. Juni und 4. Oktober 1933, was durch die Poststempel der erhaltenen Postfälschungen belegt ist.

## Die Postfälschung heute
Nur 17 gebrauchte Exemplare des Wertes zu 24 Groschen der Andritzer Postfälschung sind heute bekannt. Ungebrauchte Werte sind noch nicht bekannt geworden, was darauf schließen lässt, dass alle Postfälschungen restlos aufgebraucht wurden. Von den Werten zu 39 Groschen sind bislang noch gar keine Stücke, weder gestempelt noch ungebraucht, aufgetaucht. Man kennt die Existenz dieses Wertes nur durch Aufzeichnungen.
Der Wert der gestempelten Andritzer Postfälschung zu 24 Groschen liegt etwa bei € 3000, obwohl der Preis in den gängigen Briefmarkenkatalogen, wie der Michel-Katalog oder der Austria Netto Katalog (ANK), stark darunter angesetzt wird. Er beträgt in den beiden Katalogen nur € 1000 bzw. € 1250.